# Новини от света
„Новини от света“ (на английски: News of the World) е американски уестърн филм от 2020 г. на режисьора Пол Грийнграс, базиран на едноименния роман от 2016 г., написан от Полет Джайлс, а главните роли се изпълняват от Том Ханкс и Хелена Зенгел. Филмът е пуснат от Universal Pictures в САЩ на 25 декември 2020 г. и печели 12 млн. щ.д. На 10 февруари 2021 г. е пуснат в световен мащаб от Netflix.